# Міндовги
Міндовги — литовський князівський рід, що походив від великого князя і першого короля Литви Міндовга.  
У 1253 році Міндовг був коронований Папою як король Литви. Однак 1263 року він разом з синами був вбитий литовським князем Тройнатом (племінником Міндовга), який в свою чергу був вбитий 1264 року.
Відомостей щодо нащадків роду Міндовга немає. Також немає доказів про династичні зв'язки Міндовгів та Гедиміновичів, династії правителів Литви, західної Русі та Польщі, з 1285 до 1572 року. У литовсько-білоруських літописах висловлювалась легендарна версія про те що Гедиминовичі, як і Міндовги походили з роду Палемоновичей.

## Генеалогія
- Міндовг (?—1263) —великий князь литовський (кінець 1230-х — 1263), король Литви з 1253 р.
  - Войшелк (?—1269) — князь новогрудський (бл. 1249 — 1254, 1259 — 1264), великий князь литовський (1264—1267).
  - N дочка — 1253 року видана за князя холмського і великого князя литовського Шварна Даниловича.
  - Репек (?—1263) — вбитий разом з батьком.
  - Рукель (?—1263) — вбитий разом з батьком.